# Jorge Santos Silva
Jorge Santos Silva, meglio noto come Jou Silva (Recife, 23 aprile 1987), è un calciatore brasiliano, attaccante svincolato.

## Carriera
Ha giocato nella massima serie dei campionati sudcoreano, maltese, saudita, malaysiano ed emiratino.